# Nasze Morze (dziennik)
Nasze Morze – polski dziennik ukazujący się oprócz poniedziałków i przeznaczony dla marynarzy Marynarki Wojennej.
Pismo wydawane było od 9 maja 1945 do 31 sierpnia 1945 (łącznie ukazały się 93 numery). Wydawcą był Zarząd Polityczno-Wychowawczy Marynarki Wojennej, a nakład wynosił około 3000 egzemplarzy (połowa dystrybuowana była na rynku ogólnodostępnym dla cywili). Pierwsze numery miały charakter broszurowy. Gazeta wspierała propagandę władz komunistycznych.
1 września 1945 pismo zostało zastąpione przez nowy publikator: „Gazetę Morską”.